# Colophon cameroni
Colophon cameroni is een keversoort uit de familie vliegende herten (Lucanidae). De wetenschappelijke naam van de soort is voor het eerst geldig gepubliceerd in 1929 door Barnard.